# باز فیتسهانس
باز فیتسهانس (انگلیسی: Buzz Feitshans؛ زادهٔ ۱۷ ژانویهٔ ۱۹۳۷) تهیه‌کننده فیلم اهل ایالات متحده آمریکا است که در سال ۱۹۹۷ از این کار کناره‌گیری کرد و بازنشسته شد.

## گزیدهٔ فیلم‌شناسی
- باکس‌کار برتا[۲] (۱۹۷۲)
- دیلینجر (۱۹۷۳)
- هاردکور (۱۹۷۹)
- ۱۹۴۱ (۱۹۷۹)
- کونان بربر (۱۹۸۲)
- نخستین خون (۱۹۸۲)
- شجاعت غیرمعمول (۱۹۸۳)
- سپیده‌دم سرخ (۱۹۸۴)
- رمبو: اولین خون قسمت دوم (۱۹۸۵)
- تعصب شدید (۱۹۸۷)
- رمبو ۳ (۱۹۸۸)
- یادآوری کامل (۱۹۹۰)
- توم‌استون (۱۹۹۳)
- مرد رنسانس (۱۹۹۴)
- رنگ شب (۱۹۹۴)
- جان‌سخت ۳ (۱۹۹۵)
- توطئه سایه (۱۹۹۷)